# Scarborough-Sud-Ouest
Pour les articles homonymes, voir Scarborough.
Circonscription électorale fédérale du Canada
Scarborough-Sud-Ouest ((en) Scarborough Southwest) est une circonscription électorale fédérale et provinciale en Ontario.

## Circonscription fédérale
La circonscription est située dans le sud de l'Ontario, plus précisément une partie de la ville de Toronto et sur la rive du lac Ontario.
Les circonscriptions limitrophes sont Beaches—East York, Don Valley-Est, Scarborough-Centre et Scarborough—Guildwood.                  

### Résultats électoraux
|       | Candidat            | Parti        | # de voix | % des voix |
|       | Gavan Paranchothy   | Conservateur | +12 830,  | 31,85 %    |
|       | (x) Michelle Simson | Libéral      | +11 699,  | 29,04 %    |
|       | Dan Harris          | NPD          | +14 119,  | 35,05 %    |
|       | Stefan Dixon        | Vert         | +01 635,  | 4,06 %     |
| Total | Total               | Total        | 40 283    | 100 %      |

|       | Candidat                     | Parti        | # de voix | % des voix |
|       | Greg Crompton                | Conservateur | +10 900,  | 29,41 %    |
|       | Michelle Simson              | Libéral      | +15 480,  | 41,77 %    |
|       | Alamgir Hussain              | NPD          | +07 024,  | 18,95 %    |
|       | Stefan Dixon                 | Vert         | +03 507,  | 9,46 %     |
|       | M.H. Fatique Chowdhury Kabir | Indépendant  | +00150,   | 0,4 %      |
| Total | Total                        | Total        | 37 061    | 100 %      |

### Historique
La circonscription de Scarborough-Sud-Ouest a été créée en 1996 d'une partie de Scarborough-Centre et de Scarborough-Ouest.
| Législature                                                            | Années       | Député          | Député     | Parti         |
| ---------------------------------------------------------------------- | ------------ | --------------- | ---------- | ------------- |
| Scarborough-Sud-Ouest issue de Scarborough-Centre et Scarborough-Ouest |              |                 |            |               |
| 36e                                                                    | 1997–2000    |                 | Tom Wappel | Libéral       |
| 37e                                                                    | 2000–2004    |                 | Tom Wappel | Libéral       |
| 38e                                                                    | 2004–2006    |                 | Tom Wappel | Libéral       |
| 39e                                                                    | 2006–2008    |                 | Tom Wappel | Libéral       |
| 40e                                                                    | 2008–2011    | Michelle Simson |            | Libéral       |
| 41e                                                                    | 2011–2015    |                 | Dan Harris | Néo-démocrate |
| 42e                                                                    | 2015–2019    |                 | Bill Blair | Libéral       |
| 43e                                                                    | 2019–2021    |                 | Bill Blair | Libéral       |
| 44e                                                                    | 2021–Présent |                 | Bill Blair | Libéral       |

## Circonscription provinciale
Depuis les élections provinciales ontariennes du 4 octobre 2007, l'ensemble des circonscriptions provinciales et des circonscriptions fédérales sont identiques.
1. ↑  Élections Canada, « Résultats Élection fédérale canadienne de 2021 », sur https://enr.elections.ca/ElectoralDistricts.aspx?lang=f (consulté le 19 février 2022)
2. ↑  Élections Canada, « Résultats Élection fédérale canadienne de 2019 », sur enr.elections.ca (consulté le 27 juillet 2023).
3. ↑  Élections Canada, « Résultats Élection fédérale canadienne de 2015 - Scarborough-Sud-Ouest », sur enr.elections.ca (consulté le 27 juillet 2023).
4. ↑  Élections Canada.